# 調皮鬼
調皮鬼（日语：やなわらばー；Yanawaraba）是一個日本女性二重唱團體，由同樣都是沖繩縣石垣島出身的成員東里梨生與石垣優所組成，以沖繩音樂為主要的演唱風格。除了自行作詞作曲的新曲之外，調皮鬼也推出過將一般的日本流行音樂透過重新編曲的方式，改變成沖繩音樂風格的作品。

## 個人資料

### 東里梨生
- 生日：1983年1月24日生
- 出生：沖繩縣石垣島
- 樂器：原聲吉他

### 石垣優
- 生日：1982年12月24日生
- 出生：沖繩縣石垣島
- 樂器：三線

## 來歷
成員2個人是童年的朋友，從小在沖繩縣石垣島一起長大。在石垣島高中畢業以後，二個人甚至一起進入大阪音樂職業學校大阪。兩人在那時創作了「青い宝」、一個手持吉他，一個用三味線，以沖繩高音腔調唱作出首支作品「青い宝」；旋即於學校試聽會獲得好評，因而促使兩人組團。兩人在高中時BEGIN是她們的前輩，新城幸也則是後輩。2003年，受テレビ朝日系『The Street Fighters』採訪，知名度因此上升、2004「青い宝」開始從東芝EMI首演。2005年11月、美國學生受到「青い宝」的感動，他們受邀請並且訪問美國。她們在西部沿海客棧和事件做2個星期近似的音樂活動。類似『The Street Fighters』的廣播。2006年，從東芝EMI離開，對她們來說是個重要的轉捩點。2007年、1月11日日劇【嫁個好人家】主題曲搭配在2006年11月15日即將發行的『「拝啓○○さん」』使得知名度上升，同年2月14日發行『拝啓○○さん』、在テレビ朝日系『ミュージックステーション』初次演出。演出之後受到重視。

## 團名意思
- 「やなわらばー」是沖繩本島方言，意味「調皮的孩子」。「やな」意指不要、不行；「わらばー」則是指小孩子。

## 音樂唱片分類目錄

### 單曲
- 單曲《変わらぬ「青」》(2003/12/10發行)
- 單曲《ありの歌》(2004/12/08發行)
- 單曲《空をこえて　海をこえて》(2005/08/31發行)
- 單曲《唄の島》(2006/07/05發行)
- 單曲《「拝啓○○さん」》(2007/02/14發行、日劇【嫁個好人家】主題歌)
- 單曲《夢を見た》(2007/05/23發行)
- 單曲《いちごいちえ》(2007/07/25發行、日劇【菊次郎和早紀】主題歌)
- 單曲《サクラ》(2008/02/16發行、日劇【未來講師】主題歌)

### 專輯
- 1nd專輯《青い宝》（2004年4月21日發行）
- 2nd專輯《歌ぐすい》（2007年8月29日發行）
- 3rd專輯《凪唄》（2008年9月17日發行）
- 4th專輯（2010年11月3日發行）
- 5th專輯（2011年11月9日發行）
- 6th專輯（2012年8月2日發行）
- 7th專輯（2013年9月4日發行）